# Filmlänge
Als Filmlänge bezeichnet man die physische Länge des fertig geschnittenen und vorführbereiten Filmmaterials. Davon abgeleitet wird umgangssprachlich die zeitliche Ausdehnung (Laufzeit, Vorführdauer oder Spieldauer) eines Films ebenfalls als Filmlänge bezeichnet. Ein von einer 35-mm-Film-Kopie mit 24 Bildern pro Sekunde vorgeführter Film von zum Beispiel 90 Minuten Laufzeit weist eine Filmlänge von etwa 2469 Metern auf.

## Geschichte
Die Länge eines Kinofilms wurde traditionell in Akten (reels) gemessen, womit die für die Kinovorführung angelieferten Filmrollen gemeint sind. Bei 35-mm-Film fasst eine Rolle etwa 300 Meter (1000 feet) Filmmaterial, was einer Vorführdauer von ca. 11 Minuten entspricht (bei 24 Bildern pro Sekunde). In der Frühzeit des Kinos seit etwa 1908 wurden Filme deshalb nach ihrer Länge als Einakter (11 Minuten) oder Zweiakter (22 Minuten) klassifiziert. Diese Einteilung hatte letztlich ökonomische Gründe: Die Filmbüchsen konnten für den Versand an die Kinos standardisiert werden.
Ein- und Zweiakter waren häufig noch Elemente eines Nummernprogramms und bildeten die Standardformate des frühen fiktionalen Films bis in die 1910er Jahre. Als Klassiker des Zweiakters gelten die Produktionen Charlie Chaplins in den Jahren des Ersten Weltkriegs. In den 1920er Jahren entwickelte sich daraus der Spielfilm der Avantgarde und der Kurzfilm. Man ging dazu über, Filme nach ihrer Länge als Kurzfilme (gemeinhin bis zu 30 Minuten), Mittellangfilme (30 bis 60 Minuten) und Langfilme bzw. „abendfüllende Filme“ (60 bis 120 Minuten) sowie Filme mit Überlänge (über 120 Minuten) zu klassifizieren. Dies sind jedoch keine festgelegten Standards. Die deutsche Filmförderungsanstalt etwa definiert in ihren Förderrichtlinien eine Mindestlänge für Spiel- und Dokumentarfilme von 79 Minuten und für Kinderfilme von 59 Minuten. Als Kurzfilme gelten Filme bis 30 Minuten (bzw. 58 Minuten beim Kinderfilm).
In der französischen Filmindustrie und den Kinobranchen des romanischen Sprachraums ist der Begriff der Métrage (frz. ‚nach Metern‘) als Bezeichnung der Filmlänge auch heute noch relevant. Man unterscheidet zwischen court métrage, italienisch cortometraggio, spanisch cortometraje (Kurzfilme mit einer Vorführdauer bis zu 30 Minuten und ca. 900 Metern Filmlänge), moyen métrage, italienisch mediometraggio, spanisch mediometraje (zwischen 30 und 60 Minuten und 900 und 1600 Metern) und long métrage, italienisch lungometraggio, spanisch largometraje (ab 60 Minuten und 1600 Metern Filmlänge).

## Besonderheiten
Bei der Betrachtung von Filmlängen muss stets die Anzahl der Bilder pro Sekunden (Bildfrequenz) berücksichtigt werden. Filme, die üblicherweise mit 24 Bildern pro Sekunde produziert werden, werden mittels PAL-Beschleunigung  (englisch PAL speed-up) in das PAL-Format umgewandelt, das stattdessen mit 25 Vollbildern bzw. 50 Halbbildern pro Sekunde arbeitet. Bei der Wandlung von Kinofilmen (24 Bilder/s) in das NTSC-Format (29,97 Vollbilder/s bzw. 59,94 Halbbilder/s) ist ebenfalls eine Änderung der Abspielgeschwindigkeit notwendig; das Verfahren dafür ist der 3:2-Pull-down. 
Medien und Formate, welche Filme mit 24 Bildern pro Sekunde speichern können, wie die Blu-ray Disc, sind davon nicht betroffen. Beim Fernsehen bleibt die Problematik dagegen auch mit HDTV weitestgehend erhalten, da Sender, die in PAL (analog) und SD (digital) mit 50 Hz gesendet haben, das auch in HD fortführen.